# Asymina trójklapowa

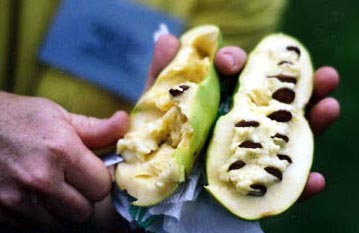
Asymina trójklapowa jest nazywana również „bananem preriowym”, ze względu na charakterystyczny zapach i konsystencję owocu

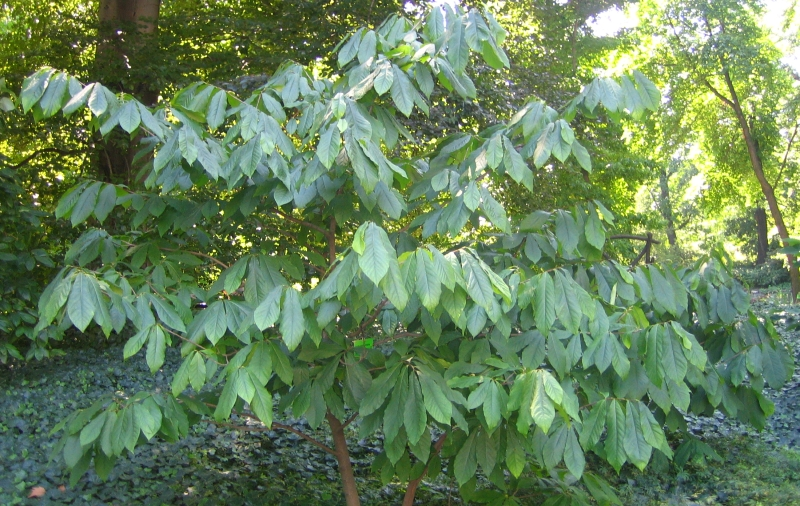
Asymina trójklapowa we Wrocławskim Ogrodzie Botanicznym

Asymina trójklapowa, urodlin trójłatkowy (Asimina triloba (L.) Dunal)  – duży krzew lub małe drzewo z rodziny flaszowcowatych występujące w stanie dzikim w Ameryce Północnej, najczęściej wzdłuż rzek okresowo wylewających. Drzewa z tego gatunku rosną w arboretum w Kórniku oraz we Wrocławskim Ogrodzie Botanicznym.

## Morfologia
PokrójDrzewo wysokości do 10 m. Gęsta korona. Kora w kolorach ciemnobrązowych do szarych, gładka, z wiekiem pojawiają się spękania.
LiścieDługość do 30 cm, skrętoległe, odwrotnie jajowato wydłużone.
KwiatyZielonkawe, zmieniające barwę na czerwonawożółtą. Zwisają pojedynczo z krawędzi liści. Kielich 3-działkowy, pokryty włoskami, liczne pręciki. Średnica do 5 cm. Zapylane przez owady nocne.
OwoceWydłużone (do 15 cm długości), walcowate jagody, aromatyczne, zawierają duże nasiona. Miąższ biały lub żółty o konsystencji budyniu jest jadalny i zawiera znaczne ilości białek. Waga ok. 300 g.

## Zastosowanie
Roślina ma jadalne owoce – są one największe spośród wszystkich owoców rodzimych gatunków Stanów Zjednoczonych (osiągają one około 400 g wagi). Z tych owoców można piec „chleb otrębowy”. Gatunek ten ma nagie pąki, ale są one zabezpieczone przez indumentum (włoski) w kolorze rdzy.